# Metrisk rum
I matematikken er et metrisk rum en mængde, hvor der er defineret en afstand mellem elementer i mængden.
Det metriske rum, der i højest grad svarer til vores intuitive opfattelse af rummet, er det 3-dimensionale euklidiske rum. Faktisk er begrebet "metrik" en generalisering af den euklidiske metrik, der definerer afstanden mellem to punkter som længden af den rette linje, der forbinder dem.
De geometriske egenskaber af rummet afhænger af den valgte metrik og ved at vælge en anden metrik, er det muligt at opnå interessant ikke-euklidisk geometri som den, der benyttes i den almene relativitetsteori.
Et metrisk rum giver også anledning til topologiske egenskaber som åbne og lukkede mængder, hvilket leder til studiet af det topologiske rum, der er en yderligere abstraktion.
De metriske rum introduceredes af den franske matematiker Maurice Fréchet i værket Sur quelques points du calcul fonctionnel.

## Definition
Et metrisk rum er en ikke-tom mængde S udstyret med en metrik d:S×S → R≥ 0. For at funktionen d kan kaldes en metrik, skal den opfylde disse tre egenskaber:
1. d(x, y) = d(y, x) for alle x, y ∈ S (Symmetri).
2. d(x, y) ≤ d(x, z) + d(z,y) for alle x, y, z ∈ S (Trekantsuligheden).
3. d(x, y) = 0 ⇔ x = y for alle x, y ∈ S.

Hvis 3. erstattes af det svagere krav d(x, x) = 0 for alle x ∈ S kaldes d en pseudometrik, og (S, d) et pseudometrisk rum.
En punktfølge (xn)n≥1 i S siges at konvergere mod et punkt x ∈ S, hvis
d(xn, x) konvergerer mod nul. Altså
xn → x ⇔ d(xn, x) → 0.
Om en punktfølge konvergerer i et metrisk rum afhænger altså fuldstændigt af metrikken. Dog siges to metrikker d og d' på samme mængde S at være ækvivalente, hvis
d(xn, x) → 0 ⇔ d'(xn, x) → 0
for alle punktfølger (xn)n≥1 og punkter x i S.
En punktfølge (xn)n≥1 i S kaldes en Cauchyfølge, hvis
{\displaystyle \forall \varepsilon >0\;\exists N\in \mathbb {N} :n,m\geq N\Rightarrow d(x_{n},x_{m})\leq \varepsilon }.
Et metrisk rum (S, d) kaldes nu fuldstændigt, hvis alle Cauchyfølger konvergerer.